# Woodsford
Woodsford – osada w Anglii, w hrabstwie Dorset. Leży 8 km na wschód od miasta Dorchester i 178 km na południowy zachód od Londynu. W 2001 miejscowość liczyła 67 mieszkańców.